# Liste de tunnels d'Islande
Pour un article plus général, voir Transport en Islande.

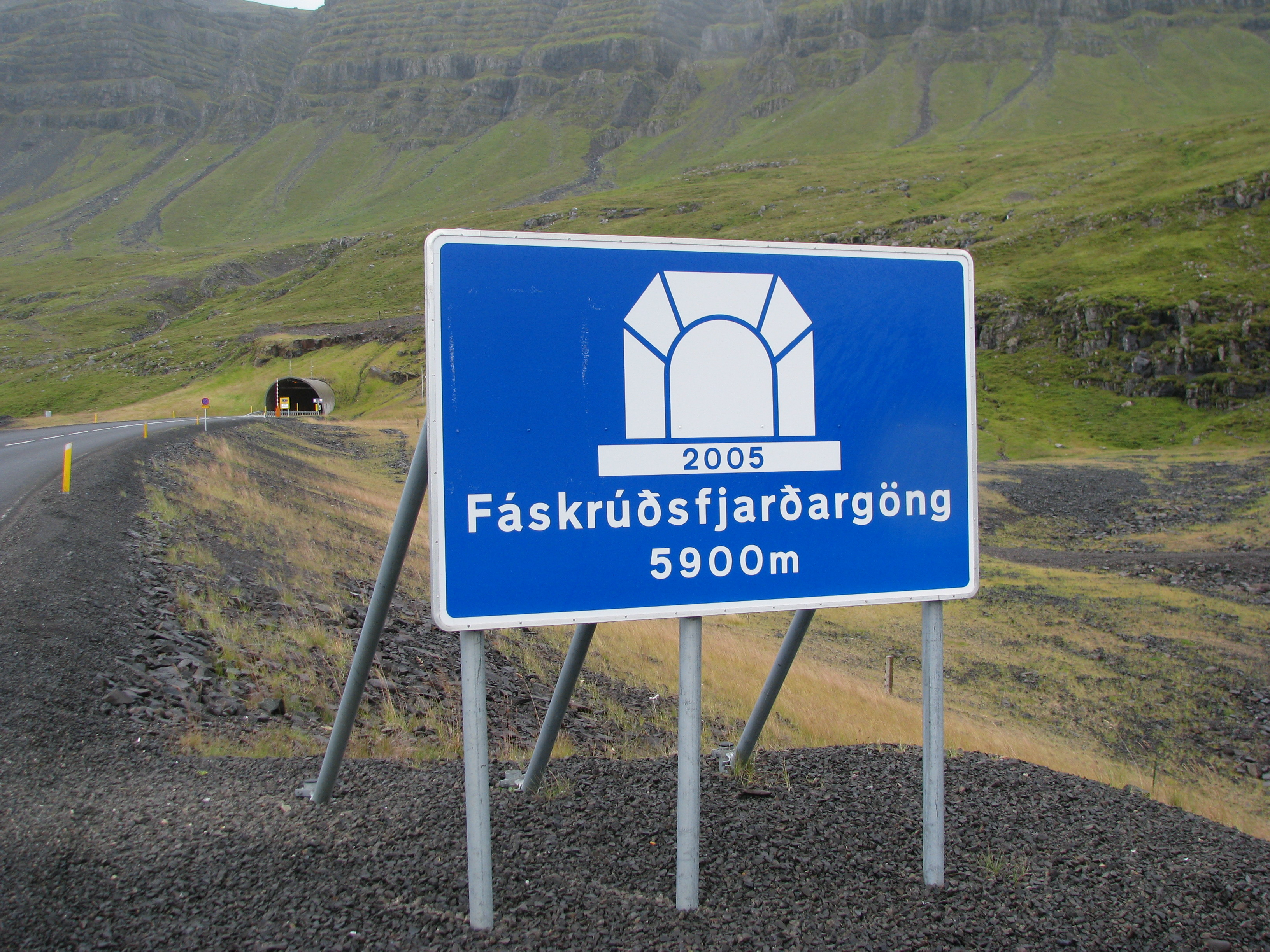
Entrée du tunnel du Fáskrufjördur.

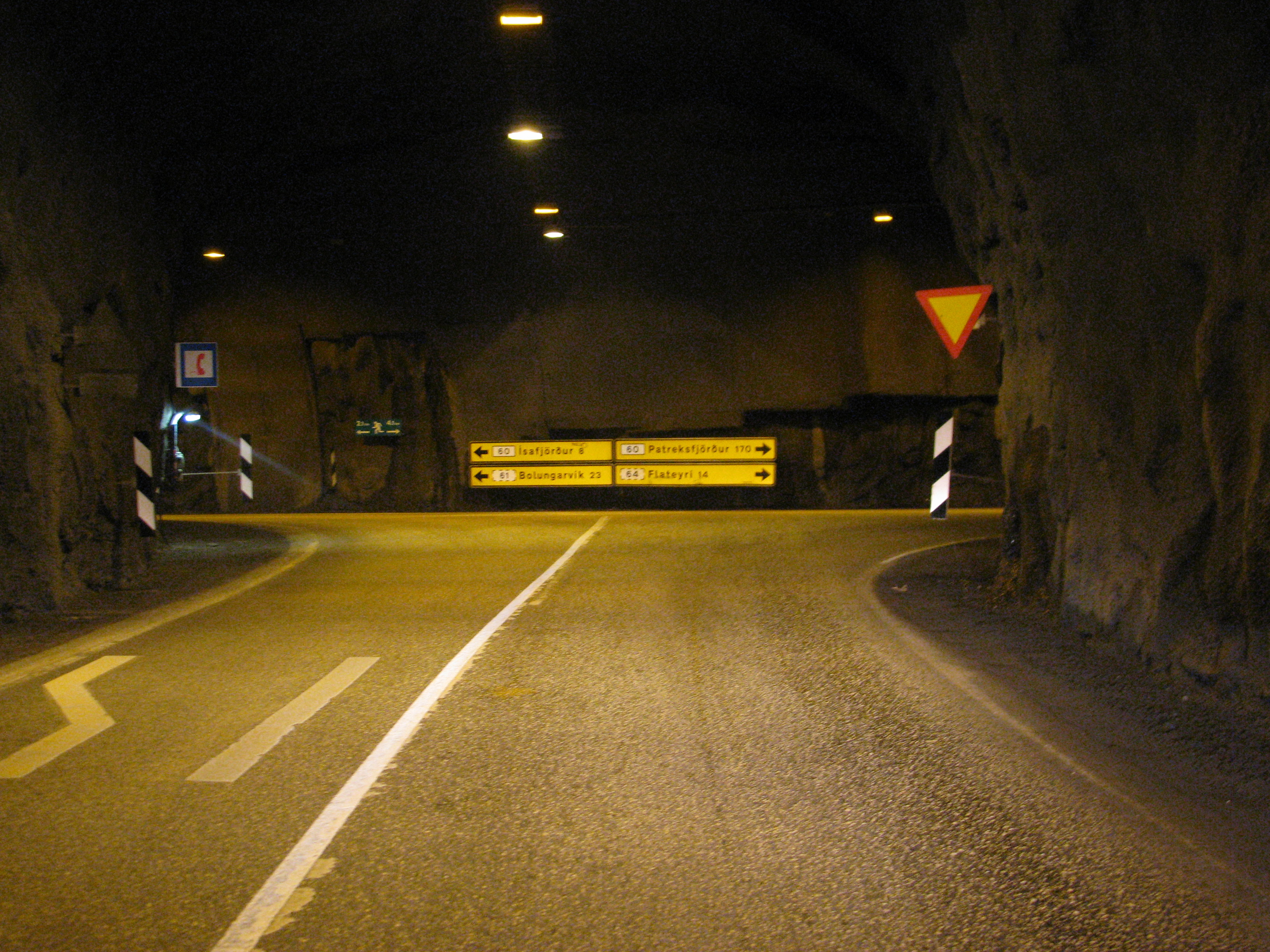
Croisement à l'intérieur du tunnel des Vestfirðir.

Les tunnels en Islande, au nombre de 12 en service et 18 en projet, sont des tunnels exclusivement routiers dans ce pays dépourvu de réseau ferré. Ils sont généralement construits dans des régions de fjords afin de réduire le temps de trajet ou d'éviter l'isolement de certaines villes en période hivernale lorsque certaines routes sont difficilement praticables en raison de l'enneigement. Ils traversent donc des montagnes et hauts plateaux mais certains franchissent des fjords.
Certains tunnels d'Islande ont des caractéristiques remarquables. Ainsi, le tunnel des Vestfirðir est composé de trois sections reliés en un carrefour souterrain, configuration unique au monde pour un tunnel routier. Le tunnel du Hvalfjörður passe sous le fjord du même nom et fait ainsi partie des plus longs tunnels sous-marins du monde ; il plonge jusqu'à 165 m sous le niveau de la mer.

## Histoire
Héðinsfjarðargöng I et Héðinsfjarðargöng II, parmi les tunnels les plus récents du pays, se trouvent dans la région Norðurland eystra. Ils se trouvent sur la route 76 et ouvrent en octobre 2010. Selon l'ancien ministre des transports islandais Sturla Böðvarsson, le coût total de construction de ces deux tunnels se situe aux alentours de sept milliards de couronnes islandaises.

## En service
| Nom                        | Nom islandais        | Longueur | Date de mise en service | Région                         | Numéro de route |
| -------------------------- | -------------------- | -------- | ----------------------- | ------------------------------ | --------------- |
| Tunnel des Vestfirðir      | Vestfjarðagöng       | 9 113 m  | septembre 1996          | Vestfirðir                     | ,               |
| Tunnel du Norðfjörður      | Norðfjarðargöng      | 7 542 m  | 2017                    | Austurland                     |                 |
| Tunnel du Vaðlaheiði       | Vaðlaheiðargöng      | 7 400 m  | 21 décembre 2018        | Norðurland eystra              |                 |
| Tunnel du Héðinsfjörður I  | Héðinsfjarðargöng I  | 6 930 m  | 1er octobre 2010        | Norðurland eystra              |                 |
| Tunnel du Fáskrúðsfjörður  | Fáskrúðsfjarðargöng  | 5 900 m  | 9 septembre 2005        | Austurland                     |                 |
| Tunnel du Hvalfjörður      | Hvalfjarðargöng      | 5 770 m  | 1er juillet 1998        | Höfuðborgarsvæðið — Vesturland |                 |
| Tunnel du Dýrafjörður      | Dýrafjarðargöng      | 5 600 m  | 25 octobre 2020         | Vestfirðir                     |                 |
| Tunnel de Bolungarvík      | Bolungarvíkurgöng    | 5 156 m  | 25 septembre 2010       | Vestfirðir                     |                 |
| Tunnel du Héðinsfjörður II | Héðinsfjarðargöng II | 3 640 m  | 2 octobre 2010          | Norðurland eystra              |                 |
| Tunnel du Múla             | Múlagöng             | 3 400 m  | 1er mars 1991           | Norðurland eystra              |                 |
| Tunnel de l'Almannaskarð   | Almannaskarðsgöng    | 1 312 m  | 24 juin 2005            | Austurland                     |                 |
| Tunnel de Húsavíkurhöfði   | Húsavíkurhöfðagöng   | 943 m    | 4 novembre 2017         | Norðurland eystra              | usage privé     |
| Tunnel du Strákar          | Strákagöng           | 800 m    | 1967                    | Norðurland vestra              |                 |
| Tunnel de l'Oddskarð       | Oddskarðsgöng        | 626 m    | 1977                    | Austurland                     |                 |
| Tunnel de l'Arnardalshamar | Arnardalshamarsgöng  | 35 m     | 1948                    | Vestfirðir                     |                 |

## Projets
| Nom                                  | Nom islandais         | Longueur | Date de mise en service | Région     | Numéro de route |
| ------------------------------------ | --------------------- | -------- | ----------------------- | ---------- | --------------- |
| Tunnel du Fjarðarheiði               | Fjarðarheiðargöng     | 13 500 m | 2029                    | Austurland |                 |
| Tunnel du Dynjandisheiði             | Dynjandisheiðargöng   | 10 800 m |                         | Vestfirðir |                 |
| Tunnel du Öxnadalsheiði              | Öxnadalsheiðargöng    | 10 700 m |                         | Austurland |                 |
| Tunnel du Tröllatunguheiði           | Tröllatunguheiðargöng | 9 400 m  |                         | Vestfirðir | ,               |
| Tunnel du Hellisheiði                | Hellisheiðargöng      | 8 400 m  |                         | Suðurland  |                 |
| Tunnel Mjóifjörður-Slenjudalur       |                       | 6 800 m  |                         | Austurland | ,               |
| Tunnel Vopnafjörður-Hérað            |                       | 6 300 m  |                         | Austurland |                 |
| Tunnel Seyðisfjörður-Mjóifjörður     |                       | 5 300 m  |                         | Austurland | ,               |
| Tunnel Fáskrúðfjörður-Stöðvarfjörður |                       | 4 800 m  |                         | Austurland |                 |
| Tunnel Staðarsveit-Kolgrafafjörður   |                       | 4 500 m  |                         | Vesturland |                 |
| Tunnel de l'Eyrarfjall í Djúpi       |                       | 4 100 m  |                         | Vestfirðir |                 |
| Tunnel Mjóifjörður-Norðfjörður       |                       | 3 900 m  |                         | Austurland | ,               |
| Tunnel du Klettsháls                 |                       | 3 800 m  |                         | Vestfirðir |                 |
| Tunnel Stöðvarfjörður-Breiðdalsvík   |                       | 3 800 m  |                         | Austurland |                 |
| Tunnel Ísafjörður-Súðavík            |                       | 2 700 m  |                         | Vestfirðir |                 |
| Tunnel du Brattabrekka               |                       | 1 800 m  |                         | Vesturland |                 |
| Tunnel de la Reynisfjall             |                       | 1 700 m  |                         | Suðurland  |                 |

## Projet abandonné
| Nom                      | Nom islandais | Longueur    | Région    | Numéro de route |
| ------------------------ | ------------- | ----------- | --------- | --------------- |
| Tunnel des îles Vestmann |               | 18 ou 26 km | Suðurland | ,               |